# Chromonephthea cornuta
Chromonephthea cornuta is een zachte koraalsoort uit de familie Nephtheidae. De koraalsoort komt uit het geslacht Chromonephthea. Chromonephthea cornuta werd in 1977 voor het eerst wetenschappelijk beschreven door Verseveldt. 